# Temirgojevci
Temirgojevci (Темиргоевцы), jedno od najmoćnijih i najjačih plemena Čerkeza koji govore dijalektom adigejskog jezika. Sami sebe nazivaju кlэмгуй. Područje što ga nastanjuju prostire se od Bijele rijeke i Laba na sjever do Kubana. Izvori ih spominju da su bili pleme bogatije od svojih susjeda koji su uzgajali stoku i bavili se poljoprivredom: proso, kukuruz, pšenica, raž i suncokret.
Najvažnija obitelj kneževskog porijekla je Bolotoko.
Izvori
1. ↑  Short description of 12 Circassian tribes